# FBXO4
FBXO4‏ (F-box protein 4) هوَ بروتين يُشَفر بواسطة جين FBXO4 في الإنسان.